# Václav Rusek
Václav Rusek (* 25. Februar 1928 in Komárov u Opavy; † 30. Januar 2016 in Brünn) war ein tschechischer Pharmaziehistoriker.

## Leben
Er war an den pharmazeutischen Fakultäten der Universitäten zu Brünn, Pressburg und Königgrätz tätig. Im Jahre 1987 habilitierte er sich an der Karls-Universität Prag als Dozent für die Fachrichtung Organisation und Leitung der Pharmazie.
Im Jahre 1972 gründete er in Kuks das pharmazeutische Museum (České farmaceutické muzeum).
Außerhalb seines Fachbereichs ist Václav Rusek auch als Kenner der tschechischen Grafik und Exlibris bekannt.

## Werke (Auswahl)
(Quelle:)
- Václav Rusek: Vývoj některých léků a jejich výrobních zařízení. Bratislava 1963.
- Václav Rusek u. a.: Kapitoly z dějin československé farmacie. Bratislava 1970.
- Václav Rusek, Zdeněk Hanzlíček und Zdeněk Rajtr: Barokní lékárna v Kuksu. Hradec Králové 1971.
- Václav Rusek, Jan Solich und Stanislava Hartlová: Farmaceutická propedeutika. Praha 1975.
- Václav Rusek und Mária Kučerová: Úvod do studia farmacie a dějiny farmacie. Praha-Martin 1983.
- Václav Rusek und Ivan Berka: Katalog exlibris farmaceutů. Prešov-Hradec Králové 1984.
- Václav Rusek und Vladimír Smečka: České lékárny. Praha 2000. ISBN 80-85903-13-X
- Václav Rusek, Ladislava Valášková und Jiří Drha: Kouzlo barokní lékárny v Kuksu. Praha 2007.